# Ашшур-надин-аххе I
Ашшур-надин-аххе I (аккад. «Ашшур дал братьев») — правитель города Ашшура приблизительно в 1452—1432 годах до н. э.
Сын Ашшур-раби I. Современник египетского фараона Тутмоса III, от которого он получил в подарок 20 талантов (606 кг) золота, может быть в ответ на упоминаемые под 23-м годом правления Тутмоса дары ассирийского царя.
Количество лет правления Ашшур-надин-аххе I на табличке «Ассирийского царского списка» не сохранилось. Свергнут с престола своим братом Энлиль-нациром II.